# Gran Premio Nacional (Argentina)
El Gran Premio Nacional es el clásico más importante del calendario hípico argentino para potrillos de 3 años en el conocido proceso selectivo anual. Pertenece al Grupo I en la escala internacional y se disputa en el mes de noviembre en la pista de arena del Hipódromo de Palermo sobre la distancia de 2.500 metros. Es una carrera particularmente atractiva para el público porque, por razones de distancia, la largada se realiza frente a las tribunas y los espectadores pueden ver los partidores a unos metros de distancia.
Se lo conoce popularmente como El Derby Argentino y constituye la tercera y última gema de la Triple Corona del Turf Argentino, y la penúltima de la Cuádruple Corona que se completa con el Gran Premio Carlos Pellegrini.
Instituida en 1884 bajo el gobierno del entonces presidente Julio Argentino Roca, es la contienda más antigua de la hípica nacional. Su denominación se debe a que su primera disputa tuvo como premio, una suma en efectivo donada por el Superior Gobierno de la Nación.
El 5 de octubre de 1884, el Hipódromo Argentino de Palermo inauguró lo que sería sin duda alguna la fiesta hípica del año, que supo ganarse un lugar a lo largo de dos siglos.
Entre sus honorables concurrentes estuvieron el entonces presidente de la Nación, general Julio Argentino Roca; el vicepresidente, doctor Francisco Bernabé Madero, y los ministros: de Relaciones Exteriores, doctor Francisco J. Ortiz; de Hacienda, doctor Victorino de la Plaza; de Justicia, Instrucción Cívica y Culto, Eduardo Wilde; del Interior, doctor Bernardo de Irigoyen y de Guerra y Marina, doctor Benjamín García Victorica.

## Últimos ganadores del Gran Premio Nacional

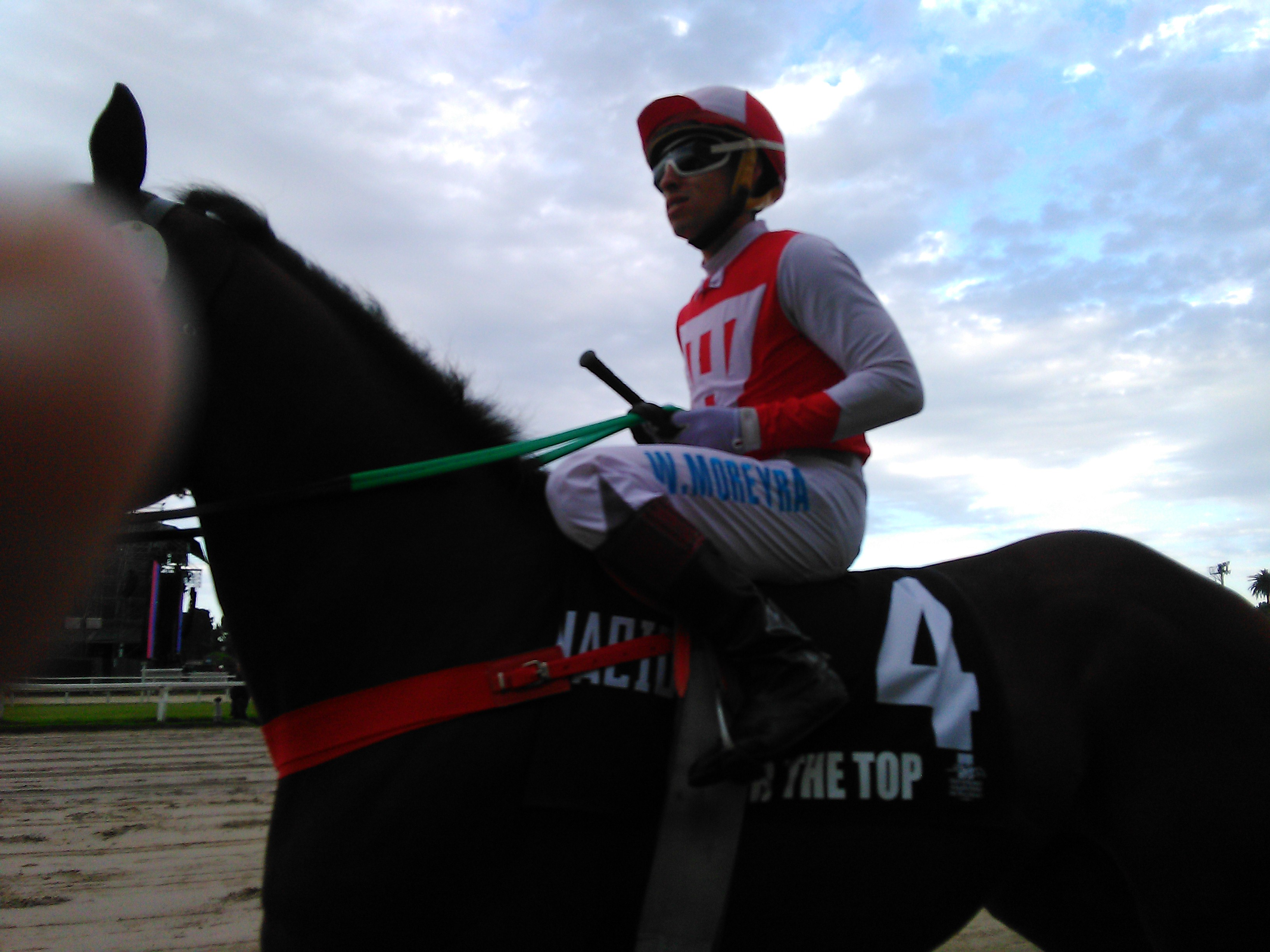
For The Top rumbo a la premiación, luego de ganar el Gran Premio Nacional.

## Últimos ganadores del Gran Premio Nacional[1][2]
| Año  | Ganador         | País | Jockey               | País | Padre              | País | Madre            | País | Criador                                         | Caballeriza                    | Chaquetilla        |
| ---- | --------------- | ---- | -------------------- | ---- | ------------------ | ---- | ---------------- | ---- | ----------------------------------------------- | ------------------------------ | ------------------ |
| 2024 | Cuan Chef       |      | Eduardo Ortega Pavón |      | Daddy Long Legs    |      | Cuan Linda       |      | Pozo de Luna                                    | Establecimiento Mariana Eva    |                    |
| 2023 | Ever Daddy      |      | William Pereyra      |      | Daddy Long Legs    |      | Evolucionar      |      | Abolengo                                        | Tramo 20 (Santiago del Estero) | Horse racing silks |
| 2022 | Niño Guapo      |      | William Pereyra      |      | Catcher In The Rye |      | Burg Aniñada     |      | El Chañar                                       | Garabo                         | Horse racing silks |
| 2021 | Irwin           |      | Francisco Gonçalves  |      | Seek Again         |      | Irwina           |      | Carampangue                                     | Volver al Futuro               | Horse racing silks |
| 2020 | Great Escape    |      | Juan Cruz Villagra   |      | Equal Stripes      |      | Green Rye        |      | Haras Abolengo                                  | La Frontera                    | Horse racing silks |
| 2019 | Miriñaque       |      | Francisco Gonçalves  |      | Hurricane Cat      |      | Langostura       |      | Haras De La Pomme                               | Parque Patricios               | Horse racing silks |
| 2018 | For The Top     |      | Wilson Moreyra       |      | Equal Stripes      |      | Felicitas One    |      | Haras Don Arcángel                              | S. de B.                       | Horse racing silks |
| 2017 | Roman Rosso     |      | Wilson Moreyra       |      | Roman Ruler        |      | Rose City        |      | Haras Melincué                                  | La Primavera                   | Horse racing silks |
| 2016 | He Runs Away    |      | Rodrigo Blanco       |      | Heliostatic        |      | Heaven To Sally  |      | Haras Santa María de Araras                     | The Guante                     | Horse racing silks |
| 2015 | Hi Happy        |      | Altair Domingos      |      | Pure Prize         |      | Historia         |      | Haras La Providencia                            | La Providencia                 | Horse racing silks |
| 2014 | El Moisés       |      | Edwin Talaverano     |      | Manipulator        |      | Eleodora         |      | Haras Don Arcángel                              | S. de B.                       | Horse racing silks |
| 2013 | Cooptado        |      | Rodrigo Blanco       |      | Equal Stripes      |      | Coordinada       |      | Haras Abolengo                                  | Los de Areco                   | Horse racing silks |
| 2012 | Indy Point      |      | Gonzalo Hahn         |      | Indygo Shiner      |      | Red Point        |      | Felipe Lovisi                                   | Gus-May-Fer                    | Horse racing silks |
| 2011 | Lange           |      | Juan Pablo Lagos     |      | Aptitude           |      | Surf Point       |      | Haras El Mallín                                 | La Pampita                     | Horse racing silks |
| 2010 | Expressive Halo |      | Gustavo Calvente     |      | Halo Sunshine      |      | Embrace Moi      |      | Haras Abolengo                                  | Axel                           | Horse racing silks |
| 2009 | Storm Chispazo  |      | José Ricardo Méndez  |      | Bernstein          |      | Chimera          |      | Haras La Biznaga                                | Las Hormigas                   | Horse racing silks |
| 2008 | Tecla Shiner    |      | Adrián Giannetti     |      | Indygo Shiner      |      | Mery Type        |      | Inv. y Proy. Creole S.A. y San José del Socorro | Three Friends                  | Horse racing silks |
| 2007 | Eyeofthetiger   |      | Edwin Talaverano     |      | Tempranero         |      | Coy Sister       |      | Alessandro Arcangeli                            | Don David                      | Horse racing silks |
| 2006 | Eu Tambem       |      | Joao Almansa Moreira |      | Wild Event         |      | Charmosa         |      | Haras Guaiuvira                                 | Joao Boyadjian                 | Horse racing silks |
| 2005 | Forty Licks     |      | Horacio Betansos     |      | Not For Sale       |      | Bailesa          |      | Haras Arroyo de Luna                            | El Wing                        | Horse racing silks |
| 2004 | Basko Pintón    |      | Juan Carlos Noriega  |      | Engrillado         |      | Dark Beauty      |      | Haras Usasti                                    | F.F.C.                         | Horse racing silks |
| 2003 | Mr. Alleva      |      | Juan Carlos Noriega  |      | Numerous           |      | Allie            |      | Haras Firmamento                                | Bingo Horse                    | Horse racing silks |
| 2002 | Freddy          |      | Jorge Valdivieso     |      | Roy                |      | Folgada          |      | Antonio Gilberto Depieri                        | La Providencia                 | Horse racing silks |
| 2001 | Dr. Ciro        |      | Juan Carlos Noriega  |      | Engrillado         |      | Pura Vida        |      | Jorge Curutchet y Javier Zubizarreta            | F.F.C.                         | Horse racing silks |
| 2000 | Tapatío         |      | Fabián Rivero        |      | Candy Stripes      |      | Tenacita         |      | Haras Las Ortigas                               | Car-Jul                        | Horse racing silks |
| 1999 | Litigado        |      | Pablo Falero         |      | Kitwood            |      | Licitada         |      | Haras Vacación                                  | Vacación                       | Horse racing silks |
| 1998 | Potrizaris      |      | Juan Carlos Noriega  |      | Potrillazo         |      | Chaldee          |      | Haras La Madrugada                              | Tori                           | Horse racing silks |
| 1997 | Chullo          |      | Oscar Conti          |      | Equalize           |      | Qué Ilusión      |      | Haras San Pablo                                 | San Pablo                      | Horse racing silks |
| 1996 | Refinado Tom    |      | Jorge Valdivieso     |      | Shy Tom            |      | Ma Raffine       |      | Haras La Biznaga                                | La Biznaga                     | Horse racing silks |
| 1995 | Gentlemen       |      | Jacinto Herrera      |      | Robin Des Bois     |      | Elegant Glance   |      | Haras de La Pomme                               | La Pomme                       | Horse racing silks |
| 1994 | Cheerful        |      | Guillermo Sena       |      | Ringaro            |      | Charme           |      | Haras La Quebrada                               | Don Elías                      | Horse racing silks |
| 1993 | Hangar          |      | Jacinto Herrera      |      | Southern Halo      |      | Honduras         |      | Haras La Quebrada                               | La Quebrada                    | Horse racing silks |
| 1992 | Priest          |      | Osvaldo Dávila       |      | Portlaw            |      | Afiliada         |      | Haras El Candil                                 | De Setiembre                   |                    |
| 1991 | L'Express       |      | José Luis Batruni    |      | Un Reitre          |      | Caroling Express |      | Haras La Borinqueña                             | La Borinqueña                  | Horse racing silks |
| 1990 | Fanatic Boy     |      | Oscar Conti          |      | Mat-Boy            |      | Frau Paula       |      | Haras La Biznaga                                | Bakane's                       | Horse racing silks |
| 1989 | Cheyenne        |      | Walter Serrudo       |      | Pepenador          |      | Che Constanza    |      | Haras Vacación                                  | Doña Pancha                    | Horse racing silks |
| 1988 | Indalecio       |      | Jorge Valdivieso     |      | Cipayo             |      | Disy             |      | Haras La Irenita                                | Rodeo Chico                    | Horse racing silks |
| 1987 | Mat Dancer      |      | Miguel Ángel García  |      | Masqued Dancer     |      | Hawaian Music    |      | Haras Firmamento                                | El 33                          |                    |
| 1986 | El Serrano      |      | Luis Alzamora        |      | Excel              |      | Dashing Rock     |      | Haras El Paraíso                                | El Marinero                    | Horse racing silks |
| 1985 | Potrillazo      |      | Rubén Laitán         |      | Ahmad              |      | Azalee           |      | Haras La Madrugada                              | Tori                           | Horse racing silks |
| 1984 | Pelotari        |      | Jorge Caro           |      | Portese            |      | Merluza          |      | Haras Don Yeye                                  | Los Nómades                    |                    |
| 1983 | Fatly           |      | Oscar Zapata         |      | Daning Moss        |      | Fallow’s Sister  |      | Haras Argentino                                 | La Titina                      | Horse racing silks |
| 1982 | Clorhidratante  |      | Juan Maciel          |      | Practicante        |      | Clientela        |      | Haras La Biznaga                                | Roloza                         |                    |
| 1981 | I’m Glad        |      | Jorge Valdivieso     |      | Liloy              |      | Glad             |      | Haras Santa María de Araras                     | Santa María de Araras          | Horse racing silks |
| 1980 | Pretencioso     |      | Eduardo Jara         |      | Utópico            |      | Pariñas          |      | Haras Las Ortigas                               | Las Ortigas                    | Horse racing silks |